# Baham
Baham – miasto w Kamerunie, w Regionie Zachodnim, stolica departamentu Hauts-Plateaux. Liczy około 51,5 tys. mieszkańców.